# Stufe (Heraldik)

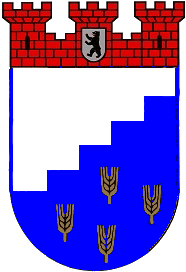
Stufenschnitt

Treppenschnitt

Gestufter Treppengiebel

Die Bezeichnung Stufe und Staffel findet sich in den gleichnamigen Heroldsbildern in der Heraldik wieder, die den Wappenschild durch eine Stufenschnitt teilt oder nur eine Stufe im Schild darstellt.
Die Stufe wird auch Absatz genannt und kann links oder rechts als Auf- oder Abstufe gezeigt werden. Auch schräge Stufen sind möglich. Sind mehrere Stufen nacheinander als Trennlinie gereiht, ist die Schildteilung ein Treppen- oder Stufenschnitt und wird als gestuft oder abgetreppt beschrieben.